# 托木斯克州
托木斯克州（羅馬化：Tomskaya oblast），是俄羅斯聯邦主體之一，位於西西伯利亞平原東南部。面積316,900平方公里，2014年人口為1,070,128人，首府為托木斯克。该州建制于1944年8月13日。

## 州徽簡介
托木斯克州的徽標和旗幟繼承了該州的歷史傳統，反映了其行政地位。
托木斯克州徽是盾型徽標，綠底色上有一匹白馬。盾上有一頂金色的五堞頭冠。下面的金綢帶上有白色字體”勞動和知識”。
托木斯克州徽可以有黑白圖案，在黑白徽標上用從右到左(從觀眾的角度看則是從左到右)的斜對角線表示綠底色。
托木斯克州的旗幟是白和綠兩色的長方形旗幟，長寬比例為3比2，靠旗桿一邊的白色佔旗幅寬的三分之一。旗幟的中央有一匹飛奔的馬。
托木斯克徽標的設計依據是1878年7月5日批准的托木斯克省徽標，它從1804年一直沿用到1925年。當地詩人是這樣描述了馬的出現：”任何時代都有自己的徽標和標誌，在塵封的歷史中有火焰，也有灰燼。需要的是那一瞬間——讓止步不前的托木斯克飛馬從檔案館的黑暗中奔向未來。”這一瞬間終於到來了。托木斯克1604年建市，1635年就有了自己的第一個標誌物——托木斯克印章。18世紀20年代托木斯克居民的主要職業是採礦和冶煉。於是在托木斯克徽標的黃底色上出現了穿灰色衣服的礦工。18世紀中葉由於冶煉廠紛紛離開了托木斯克，隨著大西伯利亞運輸線的出現，托木斯克徽標上不再反映這種特性。大多數居民開始開辦馬車驛站，這是因貿易繁榮而產生出的一個行業，需要大量的精良馬匹。這樣在1785年的綠色徽標上出現了白馬，在托木斯克省和州的徽標上都是飛奔的馬。
在旗幟上也出現了飛奔的馬，旗幟是白色的長方形旗幟，長寬比例為3比2，中間是托木斯克州的徽標，徽標佔旗面的三分之一。旗幟的正反面圖案一致。標誌的顏色表明著托木斯克州的自然特徵。徽標上的綠色表明一半以上的土地覆蓋著森林，主要是針葉林。白色代表著漫長的寒冷冬季。托木斯克的第一枚徽標出現在18世紀上半葉：1730年春得到徽標賞賜的有俄羅斯許多城市和地區，其中包括有礦工圖案的托木斯克第一枚金色徽標。1804年才有現在這枚有飛奔的馬的徽標。
數十年之後，白馬再次在托木斯克地區的徽標中佔有一席之地。托木斯克州杜馬1997年5月29日通過的州標誌法中規定：“托木斯克州的大徽標是法國式的盾型徽標，長寬比例為8比9，綠底色，徽標上有一匹飛奔的白馬，紅眼睛和紅舌頭。盾上有一頂大皇冠，徽標圍繞著金色的橡樹葉。樹葉上可畫上本州各市政單位的徽標。”小徽標與大徽標的不同之處在於沒有橡樹枝鑲邊，沒有各市政單位的徽標，也可以不畫大皇冠。

## 地理
托木斯克州從南至北（北緯56°－61°）。從西向東（東經75度－89度）橫恆780公里。沿鄂畢河從南邊碼頭巴圖里諾至北邊碼頭索斯尼諾為1065公里。
托木斯克州北鄰秋明州，南鄰西伯利亞州和克麥羅沃州，東接克拉斯諾亞爾斯克州。面積約316,900平方公里，屬俄羅斯聯邦區第16大的洲。

### 氣候
溫帶大陸性氣候，年均氣溫：-0.6°C。每年無霜期約為100-105天。冬季持久且嚴寒，有記錄的最低溫度為-55°C（1969年1月）。一月平均氣溫為−19.2 °C，七月平均氣溫為+18.1°C。年降水量435毫米。

### 自然資源
托木斯克州境內自然資源極為豐富，有鐵、鈦、鉻、鎳、金、銀和白金、鋁、鋅、汞、銻及其他稀有金屬等金屬礦產資源，也有天然氣、石油、泥煤、褐媒、黏土、沙、礫石等非金屬礦產資源；既有樟松、落葉松、紅松、冷杉、雲杉以及白樺等森林資源，又有食用、藥用植物及蘑菇等植物資源。此外，托木斯克州的水力資源也非常豐富。

## 歷史
遠在西伯利亞出現俄羅斯人之前，以青銅器聞名的古拉斯克泰加林文明(Кулайская таёжная цивилизация)已出現在現代托木斯克州的版圖上。
托木斯克州的版圖發展於十六世紀末到十七世紀初。州的舊居住點、行政中心為納林姆(Нарым)鄉鎮(較早的城市)，建於1596年。
托木斯克州新的行政中心為托木斯克(Томск)，建於1604年。從1719年到1804年隸屬於托博爾斯克省。
在1782年，建立托木斯克州，隸屬於托博爾斯克總督轄區(Толбольская губерния)(從1796年開始為托博爾斯克省)。
1804年建立了托木斯克省(只存在到1925年)，當時它隸屬於西伯利亞邊疆區(Сибирский край)(從1930年開始為西西伯利亞邊疆區(Западно-Сибирский край))。
托木斯克州在1944年8月13日從過去的納林姆區以及新西伯利亞州的一部分區域被劃分出來。1995年7月26日通過托木斯克州條例。

## 時區
托木斯克州時區屬於克拉斯諾亞爾斯克時間，與協調世界時的時差為+7:00，相對莫斯科標準時間（MSK），此時區有+4:00的時差。

## 人口
2014年托木斯克州共有1,070,128 人，人口密度為340人/平方公里。2013年城市人口佔州的總人口數70.8%。

### 人口組成
人口的種族組成表:
| 俄羅斯人                                       | 643 738 (86,2 %) | 702 589 (89,4 %) | 772 218 (89,1 %) | 883 767 (88,2 %) | 950 222 (90,8 %) | 922 723 (88,1 %) |
| 韃靼人                                         | 13 449 (1,8 %)   | 15 226 (1,9 %)   | 17 629 (2,0 %)   | 20 812 (2,1 %)   | 20 145 (1,9 %)   | 17 029 (1,6 %)   |
| 烏克蘭人                                       | 20 275 (2,7 %)   | 14 439 (1,8 %)   | 20 225 (2,3 %)   | 25 799 (2,6 %)   | 16 726 (1,6 %)   | 11 254 (1,1 %)   |
| 德國人                                         | 21 152 (2,8 %)   | 15 257 (1,9 %)   | 15 027 (1,7 %)   | 15 541 (1,8 %)   | 13 444 (1,3 %)   | 8 687 (0,9 %)    |
| 亞塞拜然人                                     | 152 (0,0 %)      | 163 (0,0 %)      | 687 (0,0 %)      | 2 752 (0,3 %)    | 4 354 (0,4 %)    | 4 178 (0,4 %)    |
| 楚瓦什人                                       | 4 613 (0,6 %)    | 6 145 (0,8 %)    | 7 401 (0,9 %)    | 7 827 (0,8 %)    | 5 881 (0,6 %)    | 3 997 (0,4 %)    |
| 烏茲別克人                                     | 116 (0,0 %)      | 247 (0,0 %)      | 1 065 (0,1 %)    | 3 328 (0,3 %)    | 1 626 (0,2 %)    | 3 924 (0,4 %)    |
| 白俄羅斯人                                     | 9 852 (1,3 %)    | 7 295 (0,9 %)    | 7 775 (0,9 %)    | 9 135 (0,9 %)    | 5 294 (0,5 %)    | 3 336 (0,3 %)    |
| 謝爾庫普人                                     | 2 064 (0,3 %)    | 2 093 (0,3 %)    | 1 250 (0,1 %)    | 1 347 (0,1 %)    | 1 787 (0,2 %)    | 1 181 (0,1 %)    |
| 漢特人                                         | 1 484 (0,2 %)    | 952 (0,1 %)      | 1 059 (0,1 %)    | 804 (0,1 %)      | 873 (0,1 %)      | 718 (0,1 %)      |
| 丘雷姆人                                       | …                | …                | …                | …                | 484 (0,0 %)      | 204 (0,0 %)      |
| 其他                                           | 29 907 (4,0 %)   | 21 300 (2,7 %)   |                  |                  | 25 687 (2,5 %)   | 25 256 (2,4 %)   |
| 總共                                           | 746 802          | 785 706          | 866 713          | 1 001 653        | 1 046 039        | 1 047 394        |
| 紀錄的民族數量超過3000，當地的北方民族為數不多 |                  |                  |                  |                  |                  |                  |

## 政治制度
現任的托木斯克州長為謝爾蓋·日瓦奇金（Сергей Жвачкин）。2012年3月17日他接任維克多·克列斯（Виктор Кресс）州長的職位。
托木斯克州議會由42位議員所組成，主席為奧克薩娜·科茲洛夫斯卡婭（Оксана Козловская）。
托木斯克州立法機關由以下議員聯合組成：
- 統一俄羅斯黨 （27位議員）
- 俄羅斯聯邦共產黨 （6位議員）
- 俄羅斯自由民主黨 （4位議員）
- 公正俄羅斯黨 （3位議員）

## 區域行政劃分
托木斯克州劃分為四個城市區和16個區。

### 都市區
| No. | 都市區       | 人口(2014) /人 |
| --- | ------------ | -------------- |
| 1   | 克德羅維     | 3 500          |
| 2   | 謝韋爾斯克   | 116 600        |
| 3   | 斯特列熱沃伊 | 41 600         |
| 4   | 托木斯克     | 578 600        |

### 區域
| No. | 區域                 | 面積/平方公里 | 人口(2014)/人 |
| --- | -------------------- | ------------- | ------------- |
| 1   | 亞歷山德羅夫斯科耶區 | 29,900        | 8300          |
| 2   | 卡爾加索克區         | 86,900        | 24,400        |
| 3   | 帕拉別利區           | 35,846        | 12,400        |
| 4   | 科爾帕舍沃區         | 17,112        | 39,200        |
| 5   | 恰因斯克區           | 7,242         | 12,200        |
| 6   | 莫爾恰諾沃區         | 6,351         | 12,900        |
| 7   | 克里沃舍伊諾區       | 41,400        | 12,700        |
| 8   | 舍加爾卡區           | 5,030         | 19,800        |
| 9   | 科熱夫尼科沃區       | 3,908         | 20,600        |
| 10  | 托木斯克區           | 10,064        | 71,500        |
| 11  | 阿西諾區             | 5,943         | 34,700        |
| 12  | 五一村區             | 15,554        | 18,000        |
| 13  | 上克季區             | 43,349        | 16,500        |
| 14  | 捷古利傑特區         | 12,300        | 6,500         |
| 15  | 濟良斯科耶區         | 3,966         | 12,600        |
| 16  | 巴克恰爾區           | 24,700        | 12,600        |

## 經濟
托木斯克州的傳統經濟活動就是從事資源開採（木材、石油、漁業、狩獵），農業在州的經濟中佔的比重不大並集中在南部，工業生產集中在托木斯克和謝維爾斯克。

### 工業
化學、石油化工業、機械製造、石油開采和木材企業在州經濟中佔有特別的位置。化學和石油化工業的發展與西伯利亞化學聯合體（謝維爾斯克）和托木斯克石油化學聯合體是緊密相連的。
機械製造業專門生產各種電動機、電纜、電線、電燈、壓力計、軸承、金屬切割工具、醫療器械及其它產品。
石油開採、木材及木材加工業幾乎遍及整個托木斯克州。

### 農業
托木斯克州因其處於不利耕作的地區，所以它主要從事肉、奶生產和溫室蔬菜種植。
全州農用耕地共137.3萬公頃。糧食耕作主要集中在南部，能保證州里的一半需求，同時生產一些土豆、蔬菜。畜牧業佔農業產品的70%，托木斯克市周圍集中了肉、蛋、暖棚生產的各企業。

## 交通
托木斯克州交通不發達，與主幹線聯接不暢。州公路總長4500公里，平均1000平方公里有14.2公里（居俄聯邦的63位），很多的居民點只能是空運。
州內有8個機場：托木斯克、科爾帕舍沃夫斯克、斯特列熱夫斯克、亞歷山大、卡爾加索克、別羅雅爾斯克、革得羅夫斯克、帕拉別里斯克。
州內的貨運主要是河運和汽運。河運是州里所有運輸方式中最古老的一種，目前河運是州里主要運輸方式。托木斯克州的主要交通幹線是鄂畢河和其它支流托木河、丘雷姆河、克季河、瓦休甘河。
鐵路運輸方面有唯一的一條鐵路線：“泰加——托木斯克——白雅爾”與西伯利亞主幹鐵路相連。全州的中心主線與托木斯克相連。在南邊是公路與之相連。管道運輸方式在州里具有重大意義，它滿足了在州內開採石油、天然氣的運送問題。石油管道和天然氣管道橫穿托木斯克州。

## 教育
托木斯克擁有六所國立高等學院。1878年在托木斯克建立了（1888年招生）亞俄地區第一所高等綜合性大學——托木斯克國立大學。1886年建立了（1900年招生）西伯利亞地區第一所高等技術研究機構——技術學院（現在的托木斯克理工大學）。
從2010年4月1日，托木斯克州開始進行《宗教文化與社會倫理概論》課程的教學實驗，其中課程包含《東正教文化概論》、《伊斯蘭教文化概論》、《佛教文化概論》、《猶太教文化概論》、《世界宗教文化概論》以及《社會倫理概論》。

## 宗教
根據2012年官方的調查，托木斯克州33.3%的人口為俄羅斯東正教徒、4%為基督教徒、2%為其他東正教徒、1%為伊斯蘭教徒、0.62%為西藏佛教徒，和0.4%為天主教徒。
除此之外，29%的人認為自己是有宗教信仰的，但並非迷信；15%的人是無神論者，而13.68%的人沒有宗教信仰或者是不願意回答。

## 在地名人
| 1. 因諾肯季·斯莫克圖諾夫斯基                                           | 俄羅斯男演員                           |
| 2. 謝爾蓋·亞歷山德羅維奇·別洛夫（Сергей Алекса́ндрович Белов）          | 蘇聯運動員、教練                       |
| 3. 桑德拉·卡爾尼耶捷（Сандра Калниете）                                | 拉脫維亞政治家                         |
| 4. 齊奈達·格雷恰尼                                                     | 摩爾多瓦政治家、摩爾多瓦共產黨人黨成員 |
| 5. 康斯坦丁·維克托羅維奇·勞施（Константин Викторович Рауш）            | 俄羅斯裔德國足球員                     |
| 6. 納塔利婭·巴拉諾娃-馬薩爾金娜（Наталья Ивановна Баранова-Масалкина） | 俄羅斯運動員                           |
| 7. 柳博芙·伊萬諾夫娜·葉戈羅娃（Любовь Ивановна Егорова）               | 蘇聯及俄羅斯的滑雪運動員               |

## 外部連結
- 托木斯克州政府 （页面存档备份，存于）
- 托木斯克州國家杜馬 （页面存档备份，存于）